# アリヤ・ジュタヌガーン
アリヤ・ジュタヌガーン（タイ語: เอรียา จุฑานุกาล、英: Ariya Jutanugarn、1995年11月23日 - ）は、タイ王国の女子プロゴルファー。バンコク出身で、現在もバンコク在住。男女を通じ、メジャー選手権を制した初のタイ人ゴルファーである。

## 家族
モリヤという、やはりプロゴルファーの姉がいる。2人の父親はソンブーン、母親はナルモン。彼女たちには4人の異母兄弟がいる。2人の姉妹はしばしば同じ試合に出場し、マネジメントを務める両親が同行する。両親はバンコク近郊のローズ・ガーデン・ゴルフコースにプロ向けのゴルフショップを所有している。

## 来歴
2007年、11歳でホンダLPGAタイランドに出場し、LPGAツアー最年少出場記録を作った。2013年5月初めまでにLPGAツアー3試合、欧州女子ゴルフツアー4試合に出場し、5度に亘って4位以内に喰い込んだ。2012年には2年連続で全米ジュニアゴルフ協会（AFGA）の女子プレイヤー・オブ・ザ・イヤーとなった。2012年末にプロに転向し、2013年から欧州女子ゴルフツアーに参戦した。
積極的で大胆不敵なプレースタイルを特徴とする。2013年のホンダLPGAタイランドでは最終ホールに向かう時点で2位に2打差をつけていたが、最後にトリプルボギーを叩き韓国の朴仁妃に1打差で敗れた。1週間後にシンガポールで開催されたHSBC女子チャンピオンズでは4位に入った。数週間後、モロッコで開催されたLETララ・メリエム・カップで、プロ転向後初勝利を飾った。この勝利によりLET賞金ランキング1位に躍り出た。2013年5月、バージニア州ウィリアムズバーグにおけるキングスミル・チャンピオンシップでは初日に7アンダーを出し、初日・2日目とトップに立った。しかし3日目に73を叩き、最終日に66と盛り返したものの2打差の3位タイに終わった。
2013年のウェグマンズLPGA選手権練習ラウンド中に、水筒で姉のモリヤを追っている時に傾斜を転げ落ちて肩を損傷した。怪我は手術を必要とするほどのものであり、バンコクで手術を受けた。
2015年のツアー出場権を得るためのLPGA最終クオリファイングトーナメントで3位タイの成績を残した。2016年のANAインスピレーションでは、3ホールを残して2打差のリードをつけてトップに立っていたが、あがり3ホールで3連続ボギーを叩いて4位でフィニッシュとなった。
2016年のヨコハマタイヤLPGAクラシックでLPGAツアー初勝利を飾り、同時にタイ人としては初のLPGAツアー勝利者となった。彼女は続く2つのLPGAトーナメントにも連勝し、LPGA史上において初優勝から3連勝を飾った初のプレーヤーとなった。2016年の全英女子オープンで2位に3打差をつけて優勝し、メジャー初制覇を果たした。
2016年のリオデジャネイロオリンピックに金メダル候補の1人として出場、初日首位でフィニッシュと好スタートをきった。しかし2日目途中から左膝に痛みが出て失速、3日目はテーピングなどを施して出場するも13ホールでスコアを12落とし13番ホールで途中棄権した。
2017年はシーズン中盤、7トーナメント中5度の予選落ち、1度の途中棄権という不調に見舞われたが、それでもツアー6勝目・7勝目を飾った。2017年、2勝目のツアータイトルとなったのはシーズン最終戦のCMEグループ ツアー選手権であった。最終日を67ストロークでまとめ、賞金500,000ドルを獲得した。シーズン2勝に加え、2位に3回、3位に1回、トップ10入り10回という成績で、2年連続の150万ドル超えとなる1,549,858ドルを獲得、生涯獲得賞金は4,583,332ドルに達した。
2018年は、6月3日の全米女子オープンを含む3勝を挙げた。2018年11月18日、レース・トゥ・CMEグローブの長丁場を制して100万ドルのボーナスを獲得した。2018年の、LPGAプレイヤー・オブ・ザ・イヤー、平均スコア69.415で年間最少平均スコアのベアトロフィーのタイトル、最多となる17のトップ10フィニッシュ、賞金2,743,949ドルを獲得しLPGAの賞金女王となった。また単シーズンでのスコア60台（57回）とバーディー（470回）の記録を樹立。2018年シーズン終了時点で世界ランク（ロレックス・ランキング）1位となった。
2021年5月、母国タイで開催されたホンダLPGAタイランドで優勝。2018年以来の勝利であった。勝利後のインタビューで、未勝利に終わった2019年と2020年のシーズン中にはゴルフを辞めることも考えたと語った。

## アマチュア戦績
- 2011年 全米女子ジュニア選手権（英語版）、AJGAロレックス・ガールズ・ジュニア、ジュニアPGA
- 2012年 カナダ女子アマチュア選手権（英語版）、AJGAロレックス・ガールズ・ジュニア、ジュニアPGA、AJGAポロ・ゴルフ・ジュニア・クラシック、女子ウェスタン・アマチュア（英語版）

## プロ戦績

### LPGAツアー
| 凡例                             |
| メジャー大会（2勝）              |
| メジャー以外のLPGAツアー（10勝） |

| No. | 日付           | トーナメント                                                               | 優勝スコア      | トータル | ストローク差 | 2位の選手                                            | 賞金（ドル）   |
| --- | -------------- | -------------------------------------------------------------------------- | --------------- | -------- | ------------ | ---------------------------------------------------- | -------------- |
| 1   | 2016年5月8日   | ヨコハマタイヤLPGAクラシック                                               | 70-69-63-72=274 | −14      | 1打差        | ステイシー・ルイス モーガン・プレッセル エミー・ヤン | 195,000        |
| 2   | 2016年5月22日  | キングズミル選手権                                                         | 69-69-65-67=270 | −14      | 1打差        | オー・スヒョン                                       | 195,000        |
| 3   | 2016年5月29日  | LPGAボルヴィック選手権                                                     | 65-68-73-67=273 | −15      | 5打差        | クリスティーナ・キム                                 | 195,000        |
| 4   | 2016年7月31日  | 全英女子オープン[1]                                                        | 65-69-66-72=272 | −16      | 3打差        | イ・ミリム モー・マーティン                          | 412,047        |
| 5   | 2016年8月28日  | カナディアン女子オープン                                                   | 68-64-67-66=265 | −23      | 4打差        | キム・セイヨン                                       | 337,500        |
| 6   | 2017年6月11日  | マニュライフLPGAクラシック                                                 | 67-70-65-69=271 | −17      | プレーオフ   | 田仁智 レクシー・トンプソン                          | 255,000        |
| 7   | 2017年11月19日 | CMEグループ ツアー選手権                                                   | 68-71-67-67=273 | −15      | 1打差        | ジェシカ・コーダ レクシー・トンプソン                | 500,000        |
| 8   | 2018年5月20日  | キングスミル選手権 (2)                                                     | 66-67-66=199    | −14      | プレーオフ   | 田仁智 畑岡奈紗                                      | 195,000        |
| 9   | 2018年6月3日   | 全米女子オープン                                                           | 67-70-67-73=277 | −11      | プレーオフ   | 金孝周                                               | 900,000        |
| 10  | 2018年7月29日  | スコットランド女子オープン                                                 | 67-65-73-66=271 | −13      | 1打差        | ミンジー・リー                                       | 225,000        |
| 11  | 2021年5月9日   | ホンダLPGAタイランド                                                       | 65-69-69-63=266 | −22      | 1打差        | アタヤ・ティティクル                                 | 240,000        |
| 12  | 2021年7月17日  | ダウ・グレートレイクスベイ・インビテーショナル ( モリヤ・ジュタヌガーンと) | 67-59-71-59=256 | −24      | 3打差        | シドニー・クラントン、 ジャスミン・スワンナプラ      | 279,500 (各自) |

1 欧州女子ゴルフツアーの共催。
LPGAツアー、プレーオフの記録
| No. | 年   | トーナメント                     | 対戦相手                                  | 結果 |
| --- | ---- | -------------------------------- | ----------------------------------------- | --- |
| 1   | 2015 | ピュアシルクバハマLPGAクラシック | キム・セイヨン ユ・ソンヨン               | キム・セイヨンが1ホール目バーディで勝利                                                                       |
| 2   | 2016 | マラソン・クラシック             | リディア・コ イ・ミリム                   | リディア・コが4ホール目バーディで勝利                                                                         |
| 3   | 2017 | マニュライフLPGAクラシック       | 田仁智 レクシー・トンプソン               | 1ホール目、バーディーで勝利                                                                                   |
| 4   | 2018 | キングスミル選手権               | 田仁智 畑岡奈紗                           | 2ホール目、バーディーで勝利                                                                                   |
| 5   | 2018 | 全米女子オープン                 | 金孝周                                    | 2ホールストロークで決着つかず(ジュタヌガーン:8, 金孝周:8) サドンデス2ホール目でジュタヌガーンがパーを取り優勝 |
| 6   | 2025 | シェブロン選手権                 | リンディ・ダンカン 金孝周 西郷真央 殷若寧 | 西郷が1ホール目バーディーで勝利                                                                               |

### 欧州女子ゴルフツアー
| No. | 日付          | トーナメント               | 優勝スコア      | トータル | ストローク差 | 2位の選手                     |
| --- | ------------- | -------------------------- | --------------- | -------- | ------------ | ----------------------------- |
| 1   | 2013年3月31日 | ララ・メリエム・カップ     | 69-67-67-67=270 | −14      | 3打差        | ベス・アレン チャーリー・ハル |
| 2   | 2016年7月31日 | 全英女子オープン           | 65-69-66-72=272 | −16      | 3打差        | イ・ミリム モー・マーティン   |
| 3   | 2018年7月29日 | スコットランド女子オープン | 67-65-73-66=271 | −13      | 1打差        | ミンジー・リー                |

## メジャー大会

### 勝利
| 年   | 選手権           | 54ホール目 | 優勝スコア            | ストローク差 | 2位の選手                     |
| ---- | ---------------- | ---------- | --------------------- | ------------ | ----------------------------- |
| 2016 | 全英女子オープン | 2打リード  | −16 (65-69-66-72=272) | 3打差        | イ・ミリム、 モー・マーティン |
| 2018 | 全米女子オープン | 4打リード  | −11 (67-70-67-73=277) | プレーオフ   | 金孝周                        |

## LPGAメジャー大会の成績
※表は日程通りの並びではない。
| トーナメント             | 2010 | 2011  | 2012  | 2013 | 2014 | 2015 | 2016 | 2017 | 2018 | 2019 |
| ------------------------ | ---- | ----- | ----- | ---- | ---- | ---- | ---- | ---- | ---- | ---- |
| シェブロン選手権         | DNP  | T25LA | T22LA | DNP  | DNP  | T20  | 4    | T8   | T4   | T61  |
| 全米女子オープン         | CUT  | CUT   | DNP   | DNP  | DNP  | CUT  | T17  | CUT  | 1    | T26  |
| 全米女子プロゴルフ選手権 | DNP  | DNP   | DNP   | DNP  | DNP  | CUT  | 3    | CUT  | T40  | T10  |
| エビアン選手権 ^         |      |       |       | DNP  | DNP  | T46  | T9   | CUT  | 36   | 5    |
| 全英女子オープン         | DNP  | DNP   | DNP   | DNP  | T45  | CUT  | 1    | CUT  | T4   | T11  |

| トーナメント             | 2020 | 2021 | 2022 | 2023 | 2024 | 2025 |
| ------------------------ | ---- | ---- | ---- | ---- | ---- | ---- |
| シェブロン選手権         | T11  | T60  | T53  | T14  | CUT  | T2   |
| 全米女子オープン         | T9   | T7   | CUT  | CUT  | CUT  |      |
| 全米女子プロゴルフ選手権 | T37  | T46  | T54  | T24  | T32  |      |
| エビアン選手権 ^         | NT   | T19  | CUT  | T28  | T35  |      |
| 全英女子オープン         | T22  | T10  | T28  | CUT  | 6    |      |

^ エビアン選手権は2013年にメジャー大会となった。

DNP = 出場せず

CUT = 予選落ち

NT = 開催されず

LA = ローアマチュア

"T" = 複数の選手と順位を分け合った（タイ）

グリーン地は優勝、黄色地はトップ10入りを表している。

## 団体戦
アマチュア
- アジア競技大会（タイ代表）、2010年

プロ
- インターナショナル・クラウン（タイ代表）、2014年・2016年、2018年、2023年（勝利）
- アマタフレンドシップカップ（英語版）（タイ代表）、2018年（勝利）